# Heilig-Geist-Kapelle (Augsburg)

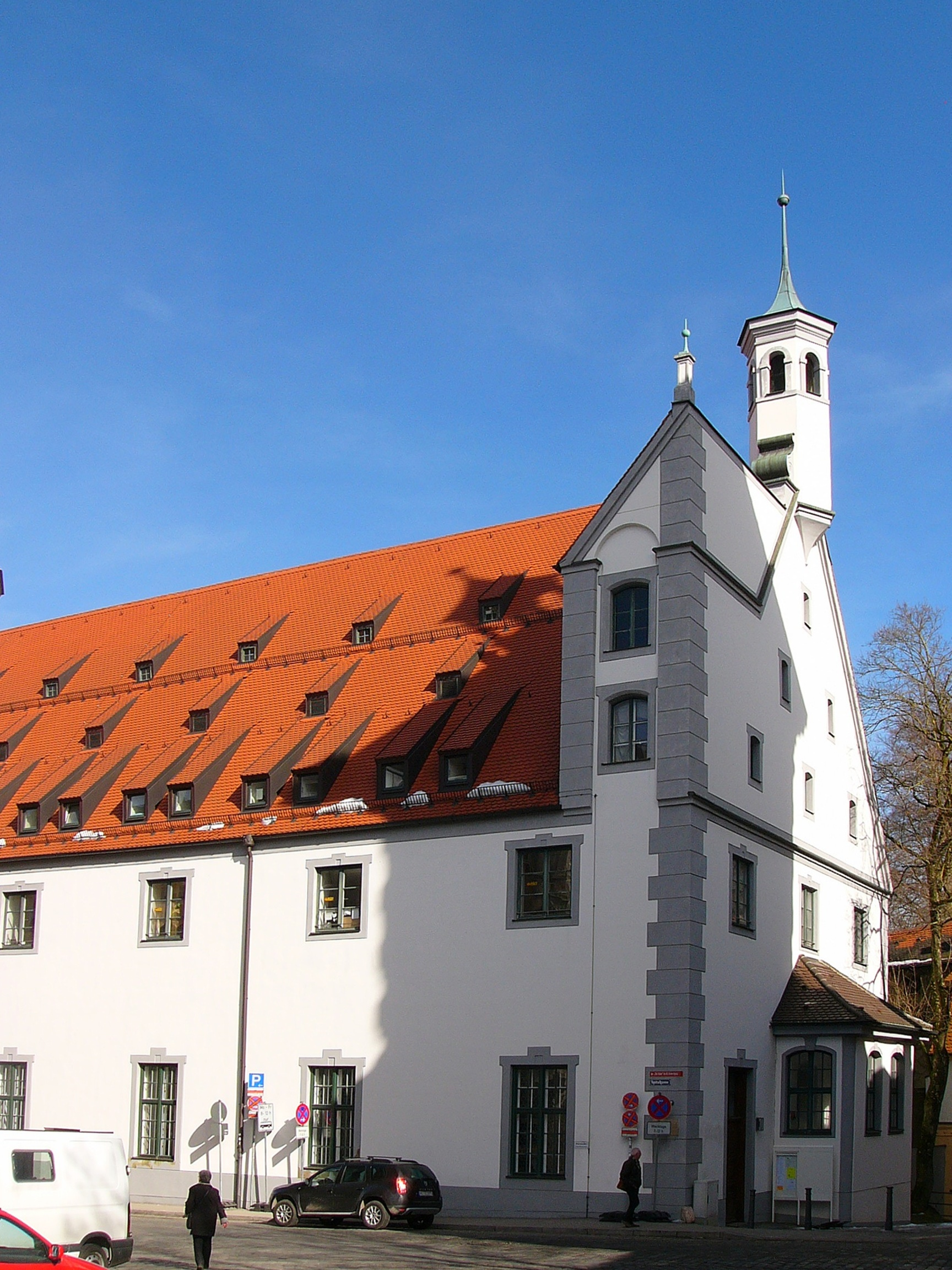
Die Heilig-Geist-Kapelle

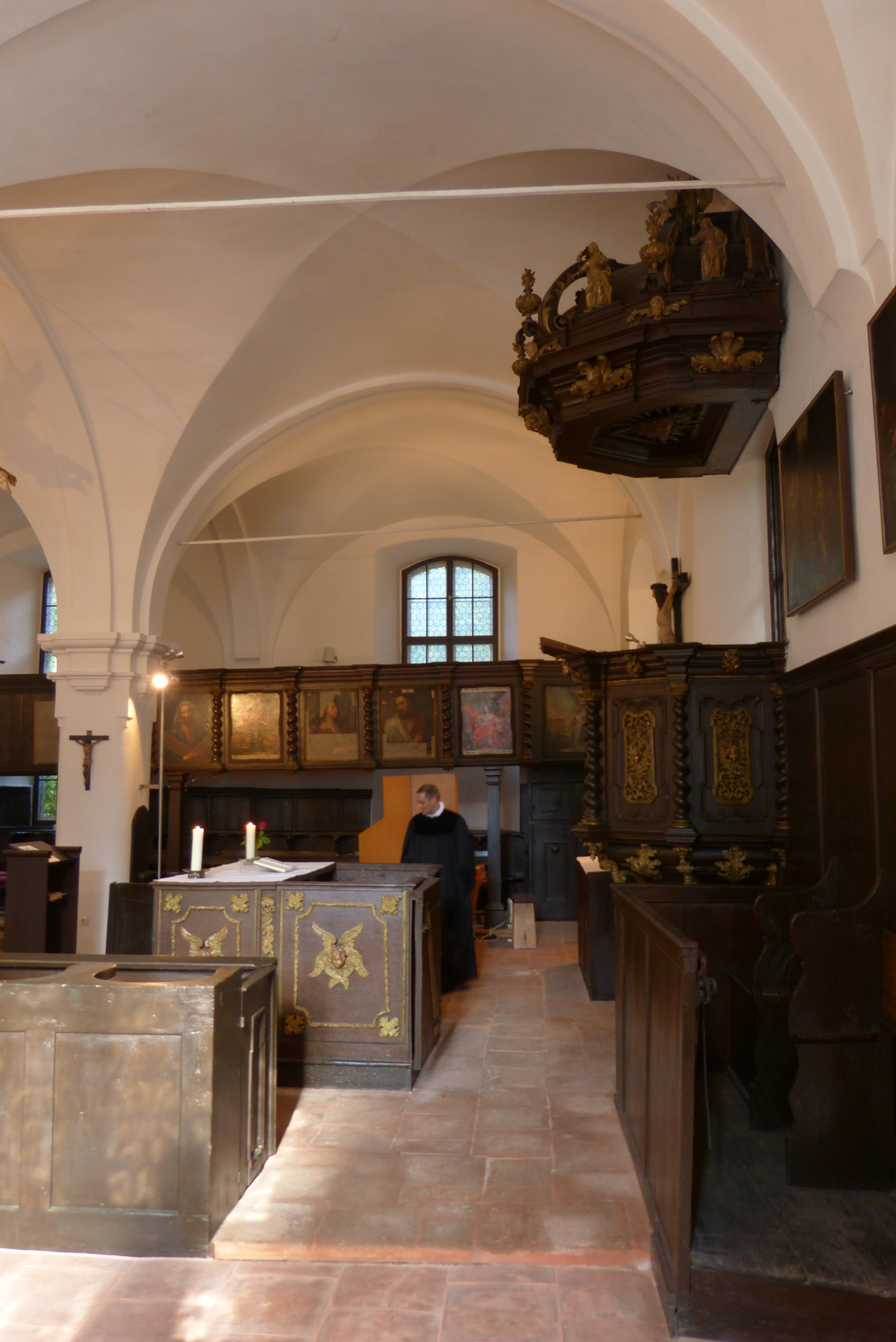
Im Inneren

Die Heilig-Geist-Kapelle in Augsburg befindet sich im Heilig-Geist-Spital in der Spitalgasse unmittelbar neben dem oberen Brunnenmeisterhaus beim Roten Tor. Sie ist auch als Spitalkapelle bekannt. Sie ist ein Baudenkmal im Stadtbezirk Augsburg-Lechviertel, östliches Ulrichsviertel.

## Geschichte
Die Kapelle im Süden des Spital-Westflügels wurde gemeinsam mit dem Spital vom Augsburger Stadtbaumeister Elias Holl geplant und in die Anlage des Spitals mit einbezogen. Sie nimmt einen Teil des Westflügels des Spitals ein. 1648 wurde die ursprünglich katholische Kapelle protestantisch.
Um 1700 wurde in der Kapelle eine Orgelempore mit gedrehten Säulen und Gemälden an der Brüstung errichtet. Die heutige Kanzel mit Evangelistenfiguren und einer Heiliggeisttaube entstand Anfang des 18. Jahrhunderts.

## Verkleinerung der Kapelle
Während der Säkularisation des Spitals 1805 wurde die Spitalpfarrei aufgelöst und der evangelischen Pfarrei St. Ulrich angeschlossen. 1808 verkleinerte man die Kapelle etwa um die Hälfte auf zwei südliche Joche, um den gewonnenen Raum für Krankensäle zu nutzen. Seit 1948 ist die Augsburger Puppenkiste in diesem Teil des Gebäudes untergebracht. Der Zugang zur Puppenkiste erfolgt von der Spitalgasse aus.

## Heutige Nutzung
Seit der Gründung der evangelischen Schule vor dem Roten Tor 1901 ist die Heilig-Geist-Kapelle Schulkirche für die Lehrer und Kinder dieser Schule.
Seit 1953 feierte die Alt-Katholische Gemeinde Augsburg als Gast der evangelischen Gemeinde St. Ulrich ihre Gottesdienste in der heutigen Heilig-Geist-Kapelle.
Im Sommer 2012 bezogen die Alt-Katholiken einen eigenen neuerbauten Standort in der Apostelin-Junia-Kirche.
Es finden in der Kapelle regelmäßige evangelische Gottesdienste und auf Wunsch auch Taufen, Trauungen, Trauergottesdienste und besondere Andachten statt.